# Bartolomeo Cristofori
 Bartolomeo Cristofori di Francesco  (Pàdua, 4 de maig de 1655 - Florència, 27 de gener de 1731) va ser un constructor d'instruments musicals italià, reconegut generalment per haver estat l'inventor del piano.

## Biografia
Els materials bàsics disponibles de la vida de Cristofori inclouen el registre de naixement i defunció, dos testaments, factures emeses als seus empleadors, i una sola entrevista realitzada per Scipione Maffei. D'aquest última, tenim tant les seves notes com l'article publicat a la revista.
Bartolomeo Cristofori va néixer a Pàdua, població que formava part de la llavors República de Venècia. No es tenen dades sobre els primers anys de la seva vida i la seva joventut. Una llegenda narra que va servir com a aprenent del gran fabricant de violins Nicolò Amati, la història es basa en un expedient del cens de 1680, en el qual apareix un "Christofaro Bartolomei" que vivia a la casa de Amati a Cremona. Però, tal com Stewart Pollens especifica (vegeu-ho a les referències més avall), aquesta persona no pot ser  Bartolomeo Cristofori , ja que, segons els expedients del cens,  Christofaro Bartolomei  tindria aleshores 13 anys, fet que seria incoherent amb l'expedient baptismal de  Bartolomeo Cristofori , que ja havia de tenir 25 anys en aquella època.
L'esdeveniment més important en la vida de Cristofori és probablement el primer sobre el qual es té referència el 1688: a l'edat de 33 anys, el van reclutar per treballar sota les ordres del príncep Ferran II de Mèdici. Ferran era un gran amant de la música, era fill i hereu de Cosme II de Mèdici, Gran Duc de Toscana, que va ser un dels últims ducs de Toscana. La Toscana, en aquell temps, era un estat independent.
No se sap quines motivacions van conduir Ferran a contractar Cristofori. El príncep va viatjar a Venècia en 1688 per assistir al carnaval d'aquesta ciutat estat, i és probable que proposés a Cristofori que es traslladés a la Toscana. Ferran buscava un nou tècnic per a la cura dels seus molts instruments musicals, ja que el titular anterior havia mort. Però sembla que el príncep desitgés emprar a Cristofori no solament com el seu tècnic, sinó també més específicament com a innovador i investigador en el desenvolupament de nous instruments musicals. Seria sorprenent que Cristofori, a l'edat de 33 anys, no hagués demostrat ja la inventiva per la qual es va fer més endavant famós.
L'evidència, del tot circumstancial, per la qual Cristofori va poder haver estat emprat és una qüestió a debat entre els investigadors. Segons Stewart Pollens, havia ja un nombre d'individus qualificats a Florència que haurien pogut ocupar el lloc, però el príncep els va passar per alt, i és més rellevant que Cristofori fos contractat amb un sou més alt que el seu precursor. D'altra banda, segons Pollens, curiosament (entre els molts comptes de Cristofori emeses per al seu patró) no hi ha cap registre de factures emeses pels pianofortes de Cristofori. Aquest fet podria significar que ell esperava que Cristofori bolqués els fruits de la seva experimentació en la cort. "En el passat van fascinar les màquines (havia col·leccionat uns quaranta rellotges, a més d'una gran varietat d'elaborats instruments musicals) i, per tant, estaria naturalment interessat en l‘ “elaborada acció mecànica” que era un dels pilars del treball de Cristofori sobre el piano.

## Instruments primitius
Durant els anys restants del segle xvii, Cristofori va inventar dos instruments de teclat abans que comencés el seu treball definitiu sobre el piano. Aquests instruments estan documentats en un inventari de 1700.
Un d'ells va ser el spinettone, (de l'italià " gran espinetta "), que era una  espineta gran  (un clavicordi amb les cordes inclinades per estalviar espai) amb dos grups de cordes. La majoria de les espinetes tenen només un grup de cordes. Aquesta invenció va poder haver tingut la intenció de poder posar un instrument al forat estret de l'orquestra en les representacions teatrals, el seu alt volum sonor el convertia en un instrument ideal de corda.
L'altra data de l'any 1690 va ser el spinettone oval, un instrument molt original, una mena de virginal amb les cordes més llargues a la meitat de la caixa.

## La primera aparició del piano
El primer esment sobre la invenció del piano procedeix d'un diari de Francesco Manucci, músic de la cort de Medici, en el qual indica que Cristofori ja treballava al piano prop de 1698. No obstant això, l'autenticitat d'aquest document està en dubte (per a la discussió, veure les referències a baix per Pollens i O'Brian). La primera evidència inequívoca sobre la construcció del piano, prové de l'any 1700, dels registres procedents d'un inventari dels molts instruments guardats pel príncep Ferran. Stewart Pollens conjectura que aquest inventari va ser preparat per un músic de la cort que es deia Giovanni Fuga segons es refereix en una carta de 1716.
Quan Cristofori fa esment del seu invent diu:
Un Arpicembalo di Bartolomeo Cristofori di nuova inventione, ch fa' il piano, e il forte, a' due registri principali unisoni, con fond di cipresso senza rosa..."
 Un "Arpicembalo» de Bartolomeo Cristofori, de nova invenció  que produeix suaus i forts , amb dos jocs de cordes a l'uníson, amb caixa de ressonància de xiprer sense rosa 
El terme "Arpicembalo", literalment "arpa-clavicordi", no era gaire familiar en l'època de Cristofori. Edward Good dedueix que així és com volia que es digués el mateix Cristofori. Avui en dia la paraula per al piano, però, és el resultat del truncament gradual al llarg del temps de les paraules mostrades en negreta.

## Pianos de Cristofori

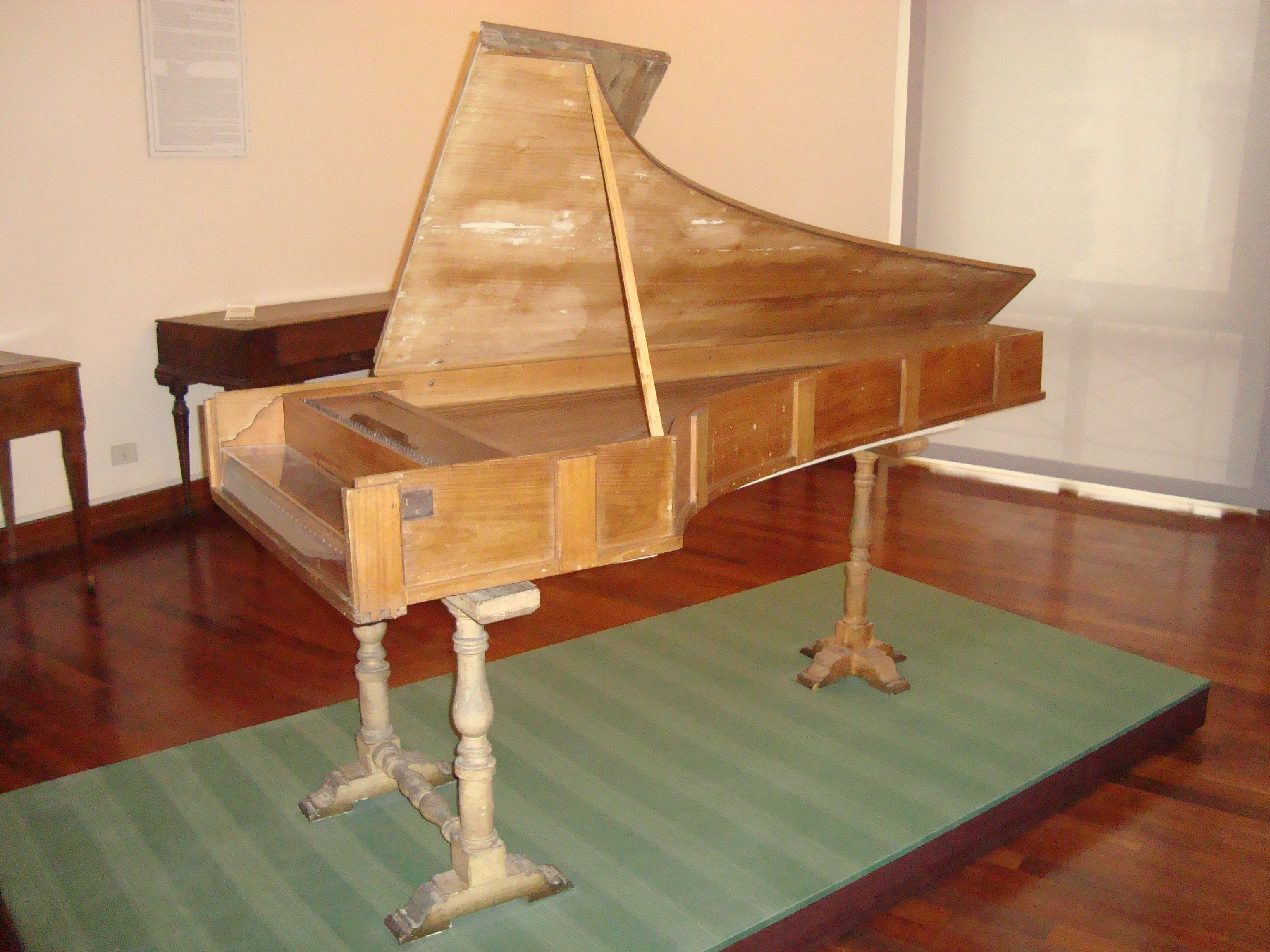
El piano de Cristofori (1722) al "Museo Nazionale degli Strumenti Musicali" de Roma. (Feu clic per ampliar).

El nombre total dels pianos construïts per Cristofori és desconegut. Només tres en sobreviuen avui, datats en la dècada del 1720.
- El 1720 es va fabricar un instrument que avui es troba al Metropolitan Museum a Nova York.
- el 1722 es va fabricar un instrument que avui es troba al Museu Nazionale degli strumenti Musicali a Roma.
- El 1726 es va fabricar un instrument que avui es troba al Musikinstrumenten-Museum de la Universitat de Leipzig.

Els tres pianos mostren les mateixes inscripcions llatines:
 BARTHOLOMAEVS DE CHRISTOPHORIS PATAVINUS INVENTOR FACIEBAT Florentiæ [data]
on la data està escrita en xifres romanes. El significat és 
"Bartolomeo Cristofori, inventor de Pàdua, va fer [això] a Florència [data]."

## Vegeu també

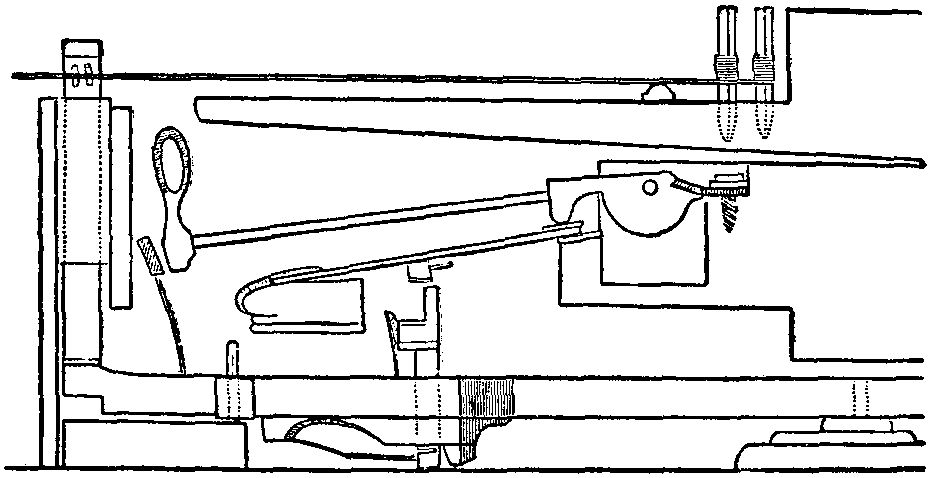
Mecanisme del piano de Cristofori, Encyclopedia Brittanica - 11th edition